# 副神経
副神経（ふくしんけい、Accessory nerve）は12対ある脳神経の一つであり、第XI脳神経とも呼ばれる。その脊髄根は脊椎管内でクモ膜下腔を上行し頭蓋腔で延髄根と合流したのち、頚静脈孔から頭蓋を出る。同側の胸鎖乳突筋と僧帽筋、および喉頭の筋を支配する運動神経である。
副神経核は、延髄から脊髄に分布し、脊髄根は第三頸神経、第四頸神経と交通し胸鎖乳突筋と僧帽筋を支配する。延髄根は、脊髄根との分離後すぐに迷走神経の反回神経と合流する。こちらは迷走神経と同じ働きをするとも考えられている。

## 副神経の機能検査
僧帽筋を押し下げてみると、肩がすくめられる。また、（特に力に逆らって）首を回すとき、胸鎖乳突筋が際だっている。